# Wheeling (Illinois)
Wheeling és una població dels Estats Units a l'estat d'Illinois. Segons el cens del tenia 38.555 habitants.

## Demografia
Segons el cens del 2000, Wheeling tenia 34.496 habitants, 13.280 habitatges, i 8.459 famílies. La densitat de població era de 1.585,6 habitants/km².
Dels 13.280 habitatges en un 31,5% hi vivien nens de menys de 18 anys, en un 51,1% hi vivien parelles casades, en un 9% dones solteres, i en un 36,3% no eren unitats familiars. En el 30,1% dels habitatges hi vivien persones soles el 8,2% de les quals corresponia a persones de 65 anys o més que vivien soles. El nombre mitjà de persones vivint en cada habitatge era de 2,57 i el nombre mitjà de persones que vivien en cada família era de 3,26.
Per edats la població es repartia de la següent manera: un 23,4% tenia menys de 18 anys, un 9,4% entre 18 i 24, un 35,2% entre 25 i 44, un 21,8% de 45 a 60 i un 10,2% 65 anys o més.
L'edat mediana era de 34 anys. Per cada 100 dones de 18 o més anys hi havia 94,7 homes.
La renda mediana per habitatge era de 55.491 $ i la renda mediana per família de 63.088 $. Els homes tenien una renda mediana de 41.586 $ mentre que les dones 32.262 $. La renda per capita de la població era de 24.989 $. Aproximadament el 2,7% de les famílies i el 5,3% de la població estaven per davall del llindar de pobresa.

## Poblacions properes
El següent diagrama mostra les poblacions més properes.